# Matema

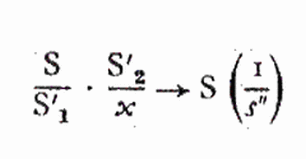
Matema de la metáfora propuesto por Jacques Lacan

El término matema designa un concepto introducido en 1971 por Jacques Lacan para denominar el tipo de formalización con la que algunos conceptos psicoanalíticos centrales podrían ser descritos a través de un lenguaje formal. Se trata de fórmulas que representan de manera simbólica los términos de una estructura y las relaciones de sus componentes entre sí.

## Formalización
La formalización (generalmente con una disposición en diagramas o una abstracción en esquemas) con símbolos discretos (por ejemplo letras, números, operadores algorítmicos, etc.) que caractarizan a un matema no significa forzosamente que se esté presentando una fórmula matemática o de ciencias exactas sino que muchas veces se trata más bien de aproximarse a la estructura del lenguaje.
Lacan derivó el término a partir de "mitema" (de Claude Lévi-Strauss) y la palabra griega «mathema» que significa conocimiento. A partir de los seminarios dictados por Lacan en 1960 y 1970, que representan un giro teórico hacia la lógica y la formalización, la literatura de la corriente psicoanalítica por él liderada se vuelve prolífica en matemas, los que dicen tomar terminología y formalización prestada de la topología, teoría de grafos, teoría de nudos, teoría de conjuntos y la combinatoria.
El matema, por cierto, no es una fórmula algebraica, pero tampoco es una simple abreviatura. Se trata de construcciones aparentemente formales de las que Lacan se sirvió para denotar la estructura en el discurso psicoanalítico.
Lacan definió este término de diversas maneras entre 1972 y 1973, en parte se refirió a el matema como un único singular, pero también habló de los matemas, en plural. Regresando al singular, definió como integrantes del matema sus cuatro discursos del seminario de 1969-1970: discurso del amo, discurso universitario, discurso histérico y discurso psicoanalítico. Esta inclusión trajo también como consecuencia algunos ajustes relevantes en lo que venía sosteniendo Lacan. Mientras en 1969 postulaba la incompatibilidad del psicoanálisis con el discurso universitario, a partir del matema, pasó a sostener lo contrario y en 1974 apoyó a sus seguidores, encabezados por Jacques-Alain Miller, en sus propósitos de establecer el psicoanálisis como institución académica en la universidad francesa. 

### Matemas principales
Lacan utilizó dos matemas fundamentales, ambos relacionados con el llamado Grafo del Deseo, que se formulan como sigue:
```
  - matema de la 
pulsión
 ($<>D)
  - matema del 
fantasma
  ($<>a)
```

#### Fórmula del significante
Lacan tomó su primera fórmula de la lingüística de Ferdinand de Saussure: S/s  para representar al significante y al significado de uno y otro lado de la barra. En esta escritura de aspecto algebraico de Lacan, utilizó el término "A" para el "gran Otro" (Autre en francés), $ (una S mayúscula con una línea vertical que denota un sujeto dividido), el yo ideal imaginario, representado en la notación i(a), y el falo como entidad imaginaria (-φ) y el falo simbólico ϕ.